# Midazolám
A midazolám ultra rövid hatású benzodiazepin származék. Anxiolitikus, amnézia-kiváltó, hipnotikus, szorongásoldó, görcsoldó, vázizomlazító és nyugtató tulajdonságai vannak. A midazolám molekulája különleges a benzodiazepinek körében, mivel vízben oldható és nem zsírban oldódó, mint a legtöbb benzodiazepin. Ultra rövid hatású benzodiazepin, az eliminációs felezési ideje körülbelül 2 óra. Egyes országokban alkalmazzák az álmatlanság rövid távú kezelésére, és a műtét előtti premedikáció során. A midazolám nagyon hasznos hatóanyag kisebb sebészeti műtétek, mint például a foghúzás során. A midazolámot először 1976-ban szintetizálta Fryer és Walser.

## Hatása
A midazolám imidazo-benzodiazepin-származék. A szabad bázis zsíroldékony anyag, amely vízben csak kis mértékben oldódik. Az imidazo-benzodiazepin gyűrű kettes pozíciójában lévő bázisos nitrogénatom lehetővé teszi, hogy midazolám aktív hatóanyaga vízoldékony sót képezzen savakkal. A midazolámot gyorsan kialakuló farmakológiai hatás és – a gyors metabolikus inaktiválódás következményeként – rövid hatástartam jellemzi. Kifejezett szedatív és elaltató hatása van. Rendelkezik ezen kívül szorongásoldó (anxiolitikus), görcsoldó (antikonvulzív), és izomrelaxáns tulajdonságokkal is. I.m. vagy i.v. alkalmazás után rövid időtartamú anterográd amnézia lép fel (a beteg nem emlékszik a gyógyszer maximális hatása alatt történt eseményekre). Az igen alacsony toxicitás következtében széles terápiás tartománnyal rendelkezik.
A midazolám a benzodiazepin-specifikus receptorok útján befolyásolja a pre- és postszinaptikus gátló folyamatokat azokon a szinapszisokon, melyeken a gátló átvivő a GABA (gamma-aminovajsav). A midazolám a központi idegrendszer gátló hatású GABA-erg transzmisszióját fokozza. A GABAA-receptor benzodiazepin kötőhelyén hatva a Cl- ioncsatorna áteresztőképességét növeli, ezen keresztül gátolja a neuronok működését, és ezáltal fejti ki hatásait. A GABA gátolja a központi idegrendszerben számos fontos neurotranszmitter transzmisszióját, mint a noradrenalin, szerotonin, dopamin és acetilkolin.

## Készítmények
Dormicum